# Tremulicerus vitreus
Tremulicerus vitreus är en insektsart som först beskrevs av Fabricius 1803.  Tremulicerus vitreus ingår i släktet Tremulicerus, och familjen dvärgstritar. Arten är reproducerande i Sverige.